# Julia Kohli
Julia Kohli (* 1978 in Winterthur) ist eine Schweizer Kulturjournalistin, Autorin und Illustratorin.

## Leben
Julia Kohli absolvierte eine Buchhandelslehre. Ausserdem studierte sie Anglistik und Osteuropäische Geschichte an der Universität Zürich sowie Wissenschaftliche Illustration und Kulturpublizistik an der Zürcher Hochschule der Künste. Sie arbeitete als Illustratorin und als Onlineproduzentin für die NZZ.
Ihr Manuskript Böse Delphine wurde 2018 mit dem Studer/Ganz-Preis für das beste unveröffentlichte Prosadebüt ausgezeichnet. Ein Jahr darauf erschien der Roman im Lenos Verlag. Er ist eine Satire zur Leere in zwischenmenschlichen Beziehungen. 2021 publizierte Julia Kohli bei Lenos eine Kurzgeschichtensammlung unter dem Titel Menschen wie Dirk, in der sie Geschlechterkonflikte seziert. Im März 2024 erschien, ebenfalls im Lenos Verlag, der Roman Das Leben ist die grösstmögliche Ruhestörung, ein Gesellschaftsroman über eine verlorene Millionärin.
Julia Kohli schreibt u. a. für Das Magazin und die NZZ am Sonntag. Sie lebt in Zürich. 

## Auszeichnungen
- 2018: Studer/Ganz-Preis für das Manuskript Böse Delphine[8]
- 2019: Literarische Auszeichnung der Stadt Zürich für Böse Delphine[9]
- 2024: Werkjahr der Stadt Zürich

## Werke
- Das Leben ist die grösstmögliche Ruhestörung. Roman. Lenos, Basel 2024, ISBN 978-3-03925-034-9.
- Menschen wie Dirk, Short Storys. Lenos, Basel 2021, ISBN 978-3-03925-008-0.
- Böse Delphine. Roman. Lenos, Basel 2019, ISBN 978-3-85787-496-3.